# 牧場物語シリーズ
牧場物語シリーズ（ぼくじょうものがたりシリーズ）は、マーベラスが制作・発売している、一連のシリーズ作品群を総称する名称である。略称は牧物（ぼくもの）。ジャンルはシミュレーションゲーム。
発売元は、初作はパック・イン・ビデオで、その後「ビクターインタラクティブソフトウェア」→「マーベラスインタラクティブ」→「マーベラスエンターテイメント」→「マーベラスAQL」→「マーベラス」と続くが法人格は継承されている（下記では発売当時の企業名で記載している）。

## 概要
プレイヤー自ら牧場を運営し、自然やさまざまな動植物と触れ合ったり、作物や畜産物を生産して生活するというゲームである。
初期の頃は男性版の後に男性版をマイナーチェンジした女性版を発売していたが、「牧場物語 もうすぐ10周年記念 新シリーズ発表会」で「これからは女性版は出さないようにしたい（最初から一つのソフトで男女を選べるようにしたい）」と発表した。
第1作『牧場物語』は1993年にパック・イン・ビデオの和田康宏の発案により企画がスタートした。この企画は「（ゲーム＝戦闘という当時の風潮の中で）戦わないゲームを作りたい」「箱庭で一生をプレイする」という発想から誕生したものであり、タイトルも企画段階では『人生牧場』だった。しかし、一生分ともなるとデータ量が膨大になることに加え、スタッフから「技術的にも制作できない」と言われたため、「人の一生を再現する」というコンセプトは断念することになり、タイトルに関してもスタッフの反対により変更された。このコンセプト自体は後に『ワンダフルライフ』で全てではないものの実現している。また、第1作のみさくまあきらが監修を務めていた。
シリーズ初期は生みの親である和田康宏がプロデューサーを務めていた。シリーズが続くにつれ、はしもとよしふみなど複数人がプロデューサーを務めるようになった。
第1作『牧場物語』のキャラクターデザインにはまつやまいぐさが起用された（ただし、スタッフロールでは故山研二、宣伝用のチラシでは小山研次と表示されていた）。以降、ほぼ全ての作品のキャラクターデザインをまつやまが担当している。ただし、『やすらぎの樹』と『わくわくアニマルマーチ』では布川美香を起用している。
2006年からイメージガールとして志田未来を起用している。彼女はシリーズ作品のイベントやCM、プロモーションビデオなどに登場している。
東北地方太平洋沖地震ではPC向けブラウザゲーム『みんなで牧場物語』にて被災者支援のための募金専用アイテム「ハートフルボード」を2011年3月23日メンテナンス後～2011年4月27日メンテナンス前まで販売し、復興支援を後押しした。

## シリーズ作品
| タイトル                                                                                         | 機種                      | 発売日                                                                             | 発売元                                                        | プロデューサー                                |
| ------------------------------------------------------------------------------------------------ | ------------------------- | ---------------------------------------------------------------------------------- | ------------------------------------------------------------- | --------------------------------------------- |
| 牧場物語                                                                                         | SFC                       | 1996年8月6日                                                                       | パック・イン・ビデオ                                          | 和田康宏                                      |
| 牧場物語GB                                                                                       | GB                        | 1997年12月19日                                                                     | ビクターインタラクティブソフトウェア （パック・イン・ソフト） | 和田康宏                                      |
| 牧場物語2                                                                                        | N64                       | 1999年2月5日                                                                       | ビクターインタラクティブソフトウェア （パック・イン・ソフト） | 和田康宏                                      |
| 牧場物語GB2                                                                                      | GB/GBC                    | 1999年8月6日                                                                       | ビクターインタラクティブソフトウェア （パック・イン・ソフト） | 和田康宏                                      |
| 牧場物語 ハーベストムーン                                                                        | PS                        | 1999年12月16日                                                                     | ビクターインタラクティブソフトウェア                          | 和田康宏                                      |
| 牧場物語GB3 ボーイ・ミーツ・ガール                                                               | GBC                       | 2000年9月29日                                                                      | ビクターインタラクティブソフトウェア                          | 和田康宏                                      |
| 牧場物語 ハーベストムーン for ガール                                                             | PS                        | 2000年12月7日                                                                      | ビクターインタラクティブソフトウェア                          | 和田康宏                                      |
| 牧場物語3 ハートに火をつけて                                                                     | PS2                       | 2001年7月5日                                                                       | ビクターインタラクティブソフトウェア                          | 和田康宏                                      |
| 牧場物語 ミネラルタウンのなかまたち                                                              | GBA                       | 2003年4月18日                                                                      | ビクターインタラクティブソフトウェア                          | 和田康宏                                      |
| 牧場物語 ワンダフルライフ                                                                        | GC                        | 2003年9月12日                                                                      | マーベラスインタラクティブ                                    | 和田康宏                                      |
| 牧場物語 ミネラルタウンのなかまたち for ガール                                                   | GBA                       | 2003年12月12日                                                                     | マーベラスインタラクティブ                                    | 和田康宏                                      |
| 牧場物語 ワンダフルライフ for ガール                                                             | GC                        | 2004年7月8日                                                                       | マーベラスインタラクティブ                                    | 和田康宏                                      |
| 牧場物語 Oh!ワンダフルライフ                                                                     | PS2                       | 2004年11月11日                                                                     | マーベラスインタラクティブ                                    | 小倉健                                        |
| 牧場物語 しあわせの詩                                                                            | GC                        | 2005年3月3日                                                                       | マーベラスインタラクティブ                                    | 和田康宏                                      |
| 牧場物語 コロボックルステーション                                                                | DS                        | 2005年3月17日                                                                      | マーベラスインタラクティブ                                    | 和田康宏（国内版） はしもとよしふみ（国外版） |
| 牧場物語 しあわせの詩 for ワールド                                                               | GC                        | 2005年11月10日                                                                     | マーベラスインタラクティブ                                    | 和田康宏                                      |
| 牧場物語 ハーベストムーン ボーイ&ガール                                                          | PSP                       | 2005年11月23日                                                                     | マーベラスインタラクティブ                                    | 和田康宏                                      |
| 牧場物語 コロボックルステーション for ガール                                                     | DS                        | 2005年12月8日                                                                      | マーベラスインタラクティブ                                    | はしもとよしふみ                              |
| 牧場物語 キミと育つ島                                                                            | DS                        | 2007年2月1日                                                                       | マーベラスインタラクティブ                                    | 中野魅                                        |
| 牧場物語 やすらぎの樹                                                                            | Wii                       | 2007年6月7日                                                                       | マーベラスインタラクティブ                                    | はしもとよしふみ                              |
| 牧場物語 キラキラ太陽となかまたち                                                                | DS                        | 2008年2月21日                                                                      | マーベラスエンターテイメント                                  | 中野魅                                        |
| 牧場物語 わくわくアニマルマーチ                                                                  | Wii                       | 2008年10月30日                                                                     | マーベラスエンターテイメント                                  | 和田康宏                                      |
| 牧場物語 ようこそ!風のバザールへ                                                                 | DS                        | 2008年12月18日                                                                     | マーベラスエンターテイメント                                  | はしもとよしふみ                              |
| 牧場物語 シュガー村とみんなの願い                                                                | PSP                       | 2009年3月19日                                                                      | マーベラスエンターテイメント                                  | 中野魅                                        |
| 牧場物語シリーズ まきばのおみせ                                                                  | Wiiウェア                 | 2009年4月28日                                                                      | マーベラスエンターテイメント                                  | はしもとよしふみ                              |
| 牧場物語 ふたごの村                                                                              | DS                        | 2010年7月8日                                                                       | マーベラスエンターテイメント                                  | はしもとよしふみ                              |
| 牧場物語 はじまりの大地                                                                          | 3DS                       | 2012年2月23日                                                                      | マーベラスAQL                                                 | はしもとよしふみ                              |
| 牧場物語 つながる新天地                                                                          | 3DS                       | 2014年2月27日                                                                      | マーベラスAQL                                                 | はしもとよしふみ                              |
| 牧場物語 3つの里の大切な友だち                                                                   | 3DS                       | 2016年6月23日                                                                      | マーベラス                                                    | はしもとよしふみ                              |
| 牧場物語 ふたごの村+                                                                             | 3DS                       | 2017年12月14日                                                                     | マーベラス                                                    | はしもとよしふみ                              |
| 牧場物語 再会のミネラルタウン                                                                    | Switch Steam EGS XONE PS4 | 2019年10月17日（Sw） 2020年7月15日（St/E） 2021年10月27日（X） 2021年11月25日（P） | マーベラス                                                    | 武村大                                        |
| 牧場物語 オリーブタウンと希望の大地                                                              | Switch Steam              | 2021年2月25日（Sw） 2021年9月16日（St）                                            | マーベラス                                                    | 武村大                                        |
| 牧場物語 オリーブタウンと希望の大地 SPECIAL                                                      | PS4                       | 2022年7月28日                                                                      | マーベラス                                                    | 武村大                                        |
| 牧場物語 Welcome!ワンダフルライフ                                                                | Switch PS5 Xbox X/S Steam | 2023年1月26日（Sw） 2023年6月22日 (P/X) 2023年6月27日（St）                        | マーベラス                                                    | 中野魅                                        |
| 牧場物語 Let's風のグランドバザール                                                               | Switch2 Switch Steam      | 2025年8月28日                                                                      | マーベラス                                                    |                                               |
| ※ 『ポポロクロイス牧場物語』『ドラえもん のび太の牧場物語』は、#コラボレーション作品の節を参照。 |                           |                                                                                    |                                                               |                                               |

### 作品どうしのつながり
牧場物語の各作品は基本的に独立しており作品同士のつながりはないが、一部の作品では舞台設定などを共通にしていたり、過去作品のキャラクターがゲストで登場していたりする（ただし、キャラクターの設定は作品同士で必ずしも一貫していない）。
- 『2』は『1』の数十年後で『1』の主人公たちの孫となる人々の物語。舞台である『花の芽村』は『花の芽町』に昇格している。
- 『GB2』および『しあわせの詩』シリーズは『1』と同じ『花の芽村』が舞台だが、時系列等は明らかにされていない。また『しあわせの詩』シリーズには過去作品のキャラクターが多数登場するが、こちらも同一人物かは明らかにされていない。
- 『GB3』は『GB2』の直接の続編。
- 『ハーベストムーン』シリーズの舞台『ミネラルタウン』と『ワンダフルライフ』シリーズの舞台『わすれ谷』は隣町。
- 『キラキラ太陽となかまたち』は『キミと育つ島』のスピンオフで、『キミと育つ島』では作中冒頭で船が難破してたどり着いた無人島が舞台だが、『キラキラ太陽となかまたち』では無事にたどり着いた新天地『ひまわり諸島』を舞台としている。
- 『わくわくアニマルマーチ』の舞台であるカスタネット大陸『ハモニカタウン』と『やすらぎの樹』の舞台であるワッフル島『ワッフルタウン』には交流関係があり共通のキャラクターも登場する。一応『わくわくアニマルマーチ』のエンディングが『やすらぎの樹』のオープニングへとつながっているが、両作品はパラレルワールドという位置づけとなっている。

またいくつかの作品では別のハードへの移植やリメイクという形をとっており、いくつかのシリーズとして以下のように大別できる（シリーズ名は暫定）。
1.花の芽シリーズ
『花の芽村(町)』を舞台とした作品群
- 1作目『牧場物語』
- 3作目『牧場物語2』：1作目の数十年後
- GBシリーズ
  - 2作目『牧場物語GB』：1作目の移植版
  - 4作目『牧場物語GB2』
  - 6作目『牧場物語GB3』：4作目の続編
- しあわせの詩シリーズ
  - 14作目『牧場物語 しあわせの詩』
  - 16作目『牧場物語 しあわせの詩 for ワールド』：14作目のアレンジリメイク

2.ハーベストムーン（ミネラルタウン）シリーズ
『ミネラルタウン』を舞台とした作品群
- 5作目『牧場物語 ハーベストムーン』
- 9作目『牧場物語 ミネラルタウンのなかまたち』：5作目の移植版
- 7作目『牧場物語 ハーベストムーン for ガール』：5作目の女性向けリメイク
- 11作目『牧場物語 ミネラルタウンのなかまたち for ガール』：9作目の女性向けリメイク
- 17作目『牧場物語 ハーベストムーン ボーイ&ガール』：5作目と7作目の2in1
- 31作目『牧場物語 再会のミネラルタウン』：9作目と11作目を統合したフルリメイク

3.シュガー村シリーズ
『シュガー村』を舞台とした作品群
- 8作目『牧場物語3 ハートに火をつけて』
- 24作目『牧場物語 シュガー村とみんなの願い』：8作目のアレンジ移植版

4.ワンダフルライフシリーズ
『わすれ谷』を舞台とした作品群
- 10作目『牧場物語 ワンダフルライフ』
- 12作目『牧場物語 ワンダフルライフ for ガール』：10作目の女性向けリメイク
- 13作目『牧場物語 Oh! ワンダフルライフ』：10作目の移植版
- 34作目『牧場物語 Welcome!ワンダフルライフ』：10作目のフルリメイク
- コロボックルステーションシリーズ
  - 15作目『牧場物語 コロボックルステーション』
  - 18作目『牧場物語 コロボックルステーション for ガール』：15作目の女性向けリメイク

5.キミと育つ島・キラキラ太陽となかまたち
- 19作目『牧場物語 キミと育つ島』：無人島が舞台
- 21作目『牧場物語 キラキラ太陽となかまたち』：19作目のスピンオフ。『ひまわり諸島』が舞台

6.やすらぎの樹・わくわくアニマルマーチ
- 20作目『牧場物語 やすらぎの樹』：ワッフル島『ワッフルタウン』が舞台
- 22作目『牧場物語 わくわくアニマルマーチ』：カスタネット大陸『ハモニカタウン』が舞台

7.風のバザール
- 23作目『牧場物語 ようこそ!風のバザールへ』：『そよ風タウン』が舞台
- 35作目『牧場物語 Let's風のグランドバザール』 ：23作目のフルリメイク

8.まきばのおみせ
- 25作目『牧場物語 まきばのおみせ』：『クローバータウン』が舞台

9.ふたごの村
- 26作目『牧場物語 ふたごの村』：『このはな村』『ブルーベル村』が舞台
- 30作目『牧場物語 ふたごの村+』：26作目の移植版

10.はじまりの大地
- 27作目『牧場物語 はじまりの大地』：『やまびこの町』が舞台

11.つながる新天地
- 28作目『牧場物語 つながる新天地』：『樫の木タウン』が舞台

12.3つの里
- 29作目『牧場物語 3つの里の大切な友だち』：『ウェスタウン』『つゆくさの里』『ルルココ村』が舞台

13.オリーブタウンと希望の大地
- 32作目『牧場物語 オリーブタウンと希望の大地』：『オリーブタウン』が舞台
- 33作目『牧場物語 オリーブタウンと希望の大地 SPECIAL』：32作目の移植版

### 新牧場物語シリーズ
2006年に牧場物語シリーズ10周年を記念して作られた、従来のシリーズの基本システム（酪農、農業など）はそのままに全く異なる世界観やキャラクターで表現した新しい牧場物語シリーズ。ダンジョンの探索やモンスターとの戦闘などRPG要素が強くなっている。
『イノセントライフ -新牧場物語-』はアルテピアッツァ、『ルーンファクトリー -新牧場物語-』はネバーランドカンパニーが開発を担当し、マーベラスインタラクティブから発売されている。『ルーンファクトリー』はシリーズ化されたがスピンオフタイトルとなり、『新牧場物語』は冠されなくなったため、『ルーンファクトリー2』以降の作品は牧場物語シリーズに含まれない。
| タイトル                           | 機種 | 発売日        |
| ---------------------------------- | ---- | ------------- |
| イノセントライフ -新牧場物語-      | PSP  | 2006年4月27日 |
| ルーンファクトリー -新牧場物語-    | DS   | 2006年8月24日 |
| 新牧場物語:ピュア イノセントライフ | PS2  | 2007年3月29日 |

### みんなで牧場物語
2010年11月25日から2012年10月1日（ニコニコアプリでは2012年7月31日）まで提供されていたブラウザゲーム。サービスは「MooG Games」、「ハンゲーム」、「ニコニコアプリ」で行っていた。開発はONE-UP株式会社が担当。ゲーム内容は、女神さまに頼まれたプレイヤーが妖精・コロボックルに手伝ってもらいながら島で牧場を運営するという設定であった。
2005年11月には『牧場物語オンライン（仮）』が開発中と発表されていたが、本作との関連は不明。

### コラボレーション作品
ポポロクロイス牧場物語
2015年6月18日に発売されたニンテンドー3DS用ソフト。児童漫画が原典で、かつてはPS用ゲームにもなった『ポポロクロイス物語』と『牧場物語』を融合させたゲームとなっている。
ドラえもん のび太の牧場物語
2019年6月13日に発売されたNintendo Switch用ソフト。『ドラえもん』とのコラボレーション作品。開発はブラウニーズ、発売はバンダイナムコエンターテインメントが行う。2019年10月11日にSteam版、2020年7月30日にPlayStation 4版が発売。
ドラえもん のび太の牧場物語 大自然の王国とみんなの家
2022年11月2日に発売されたNintendo Switch/PlayStation 5/Steam用ソフト。発売はバンダイナムコエンターテインメント、開発はマーベラス。

### 携帯アプリ
2003年4月21日から2005年5月12日にスクウェア・エニックスが『牧場物語i』『牧場物語EZ』『牧場物語J』を配信していた。その後、同年7月4日からライブウェアが『牧場物語 モバイルライフ』の配信を開始し、以降シリーズ化している。
2024年9月5日には、ジー・モードがフィーチャーフォン用ゲームを移植する「G-MODEアーカイブス+」のひとつとして、『牧場物語モバイル Life&Love』がNintendo Switch/Steam向けに発売された。
- 『牧場物語 モバイルライフ』
- 『牧場物語モバイル Life&Love』
- 『牧場物語 実りの島』
- 『牧場物語 ゆずり葉の樹、幸せの地』
- 『牧場物語 モバイルライフ スペシャルエディション』
- 『牧場物語 みんなの街とぼくの村』 / 『牧場物語 みんなの街とわたしの村』
- 『牧場物語 ふしぎな肥料とまほうの樹』（パズルゲーム）

これらの他にモバイル用のmixi、モバゲータウン、GREE、dゲーム、 entag!にてソーシャルゲームがサービス提供されている。ついで、スマートフォンにも対応した。
- 牧場物語 for mixi（2009年10月27日開始）
- 牧場物語 for モバゲー（2010年2月3日開始）
- 牧場物語 for GREE（2010年8月11日開始）
- 牧場物語 for dゲーム（2013年1月28日開始）
- 牧場物語 for entag!（2013年7月23日開始）

## 海外での展開
海外ではマーベラスAQLの子会社、Marvelous USA（XSEED GAMES）から『STORY OF SEASONS』というシリーズ名で発売されている。『はじまりの大地』まではナツメが発売を担当しており、シリーズ名は『Harvest Moon』であった。
海外では『牧場物語』がWiiのバーチャルコンソールで配信されているほか、『しあわせの詩』がWiiに移植、『ふたごの村』がニンテンドー3DSに移植されて発売されている（日本国内では未配信・未発売）。
『Puzzle de Harvest Moon』（ニンテンドーDS、2007年11月6日発売）、『Harvest Moon: Frantic Farming』（ニンテンドーDS、2009年8月25日発売）といった日本未発売の作品（いずれもアクションパズルゲーム）も発売されている。

## 漫画
1997年から1999年にかけて『小学四年生』で漫画（作：まつやまいぐさ）が連載された。まつやまによると、紹介された『小学四年生』の担当者がちょうど『牧場物語』に注目していたのでトントン拍子に企画が進んだとのこと。
ストーリーは「主人公が牧場で暮らす」ということ以外はオリジナルのものとなっており、クレア編では漫画オリジナルの主人公としてクレア（デザインは後の『ハーベストムーン for ガール』の主人公に流用されている）が登場する。また、このストーリーはシリーズ作品の公式ガイドブックに掲載される漫画のストーリーと繋がっている。
単行本は発売されなかったが、『ハーベストムーン』の予約特典として全話を収録した『牧場物語 ハーベストムーン スペシャルコミック』が入手できた。コミック化の際に作品解説として数ページが新たに描き下ろされている。
- 『牧場物語 ピート編』（1997年4月号 - 1998年3月号）
- 『牧場物語 クレア編』（1998年4月号 - 1999年3月号）

## 小説
2015年と2016年に『角川つばさ文庫』で小説（著者：高瀬美恵、イラスト：上倉エク）がはしもとよしふみ（マーベラス）の監修にて発売された。それぞれの作品は主人公が違い、内容に繋がりはない。
- 『牧場物語 ほのぼの牧場へようこそ!』（2015年4月15日発売）
- 『牧場物語 3つの里の大好きななかま』（2016年9月15日発売）

## ラジオ
2022年4月2日から2023年3月25日まで、文化放送と超!A&G+のラジオ番組『A&G TRIBAL RADIO エジソン』内のフロート番組として『牧場物語 山下の大輝のラジオステーション』が放送されていた。パーソナリティは山下大輝。
なお、放送開始に先駆けて、3月26日18:00-18:57に文化放送で『「牧場物語 山下の大輝のラジオステーション」放送直前SP』を特別番組として放送し、 夏川椎菜がゲストとして出演した。

## 関連商品

### サウンドトラック
「牧場物語GB」-オリジナル・サウンド・コレクション-
1998年4月21日に日本コロムビアから発売（COCC-14969）。オリジナル音源とそのアレンジの全23曲収録。主題歌の「牧場物語」は安藤希、「ピートのテーマ」は中沢有里子が歌っている。
「牧場物語 ハーベストムーン」 オリジナルサウンドトラック
2000年1月28日にキングレコードから発売（ABCA-50）。全34曲収録。
牧場物語ワンダフルライフ オフィシャルサウンドトラック
2003年9月25日にマーベラスエンターテイメントから発売（MJCG-80134）。全59曲収録。
ルーンファクトリー -新牧場物語- コンプリートサウンドトラック
2007年1月17日にポニーキャニオンから発売（QWCD-7）。